# Plutodes pulcherrima
Plutodes pulcherrima är en fjärilsart som beskrevs av Reginald James West 1929.
Plutodes pulcherrima ingår i släktet Plutodes och familjen mätare. Inga underarter finns listade i Catalogue of Life.